# Cristo del Millón (Catedral de Sevilla)

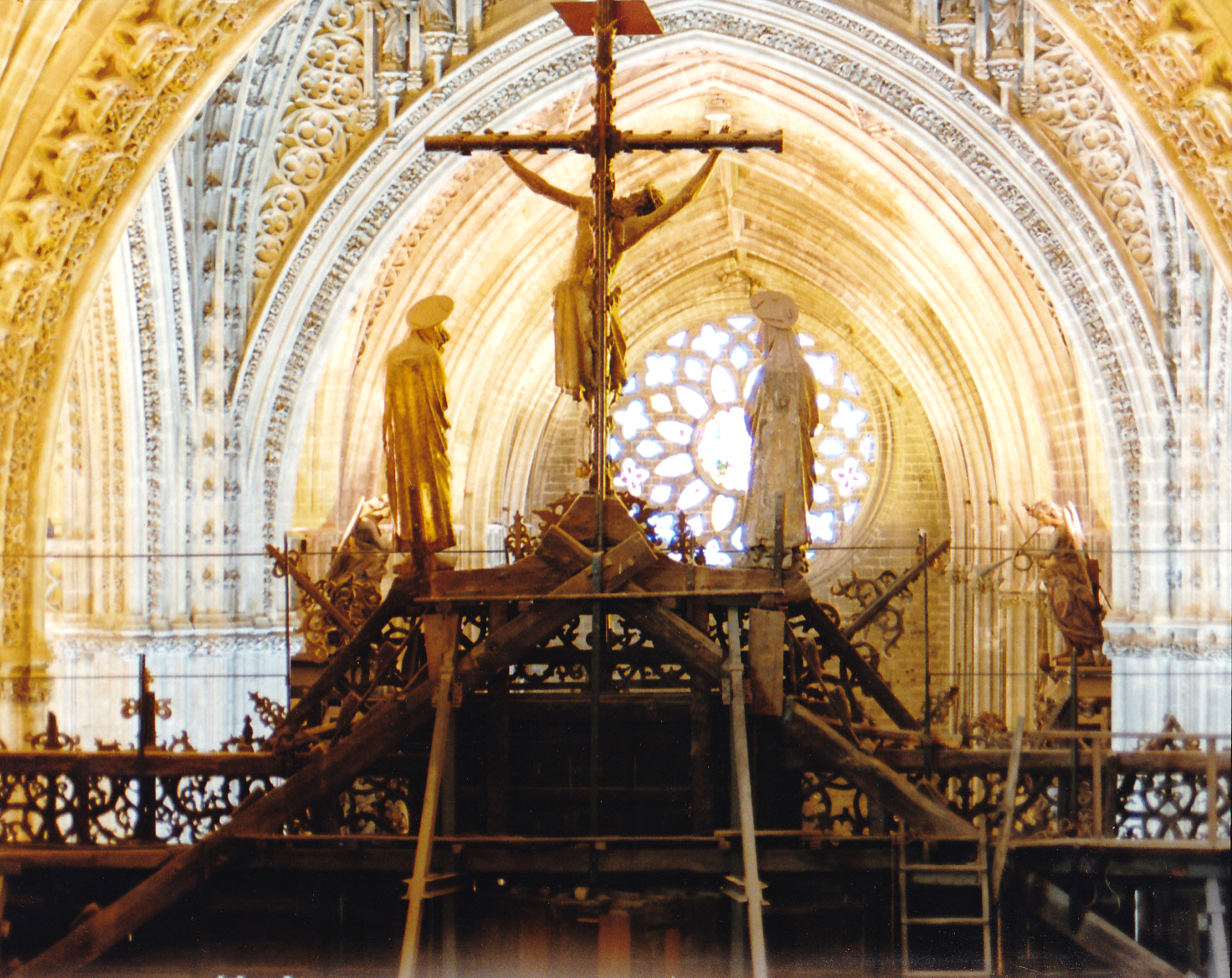
Conjunto en la parte superior del Retablo Mayor de la Catedral de Sevilla, donde puede verse en el centro al crucificado

El Cristo del Millón es un crucificado no procesional colocado en el Retablo Mayor de la Catedral de Sevilla. Data del siglo XIV, de los tiempos en que la antigua mezquita servía a modo de iglesia cristiana. La imagen era la que servía de receptora de las demandas de indulgencias que ofrecía el clero y el propio Papa a los que donaban fondos para terminar las obras de la Catedral. Está inspirado en el Crucificado de San Pedro, que data de la primera mitad del siglo XIV y que se conserva en la Iglesia de Santa María en la localidad sevillana de Sanlúcar la Mayor.